# Povegliano Veronese
Povegliano Veronese is een gemeente in de Italiaanse provincie Verona (regio Veneto) en telt 6921 inwoners (31-12-2004). De oppervlakte bedraagt 18,7 km², de bevolkingsdichtheid is 370 inwoners per km².

## Demografie
Povegliano Veronese telt ongeveer 2483 huishoudens. Het aantal inwoners steeg in de periode 1991-2001 met 15,0% volgens cijfers uit de tienjaarlijkse volkstellingen van ISTAT.
| Jaar | Inwoneraantal |
| ---- | ------------- |
| 1991 | 5709          |
| 2001 | 6567          |

## Geografie
De gemeente ligt op ongeveer 47 m boven zeeniveau.
Povegliano Veronese grenst aan de volgende gemeenten: Mozzecane, Nogarole Rocca, Vigasio, Villafranca di Verona.